# 新発寒
新発寒（しんはっさむ）は、北海道札幌市手稲区にある地区である。
同区内の東端に位置しており、上空から見ると新川が北東辺、中の川が西辺を成す台形状をしている。
もとは西区発寒の一部であったが、1989年（平成元年）に西区から手稲区が分けられた際、手稲区側に属する地域が「新発寒」となった。北海道道128号札幌北広島環状線（追分通）が西区発寒との境界となっている。

## 住所
| 町丁                   | 郵便番号 |
| ---------------------- | -------- |
| 新発寒1条1丁目〜3丁目  | 006-0801 |
| 新発寒2条1丁目〜5丁目  | 006-0802 |
| 新発寒3条1丁目〜5丁目  | 006-0803 |
| 新発寒4条1丁目〜6丁目  | 006-0804 |
| 新発寒5条1丁目〜9丁目  | 006-0805 |
| 新発寒6条1丁目〜10丁目 | 006-0806 |
| 新発寒7条1丁目〜11丁目 | 006-0807 |

## 施設
- パワーセンターコムス（新発寒4-1）
- クロスモール新発寒（新発寒2-1）
- コープさっぽろ新はっさむ店（新発寒5-5）
- 業務スーパー新発寒店（新発寒5-3）
- 手稲新発寒郵便局（新発寒5-6）
- 北洋銀行新発寒支店（新発寒5-3）
- 北東商事本社・ボストン本社（新発寒6-1）
- ISEKI Japan北海道カンパニー（旧・ヰセキ北海道、新発寒5-1）※登記上の本店
- 札幌市立新陵中学校（新発寒5-4）
- 札幌市立新陵小学校（新発寒6-6）
- 札幌市立新陵東小学校（新発寒5-4）
- 札幌市立新発寒小学校（新発寒2-2）

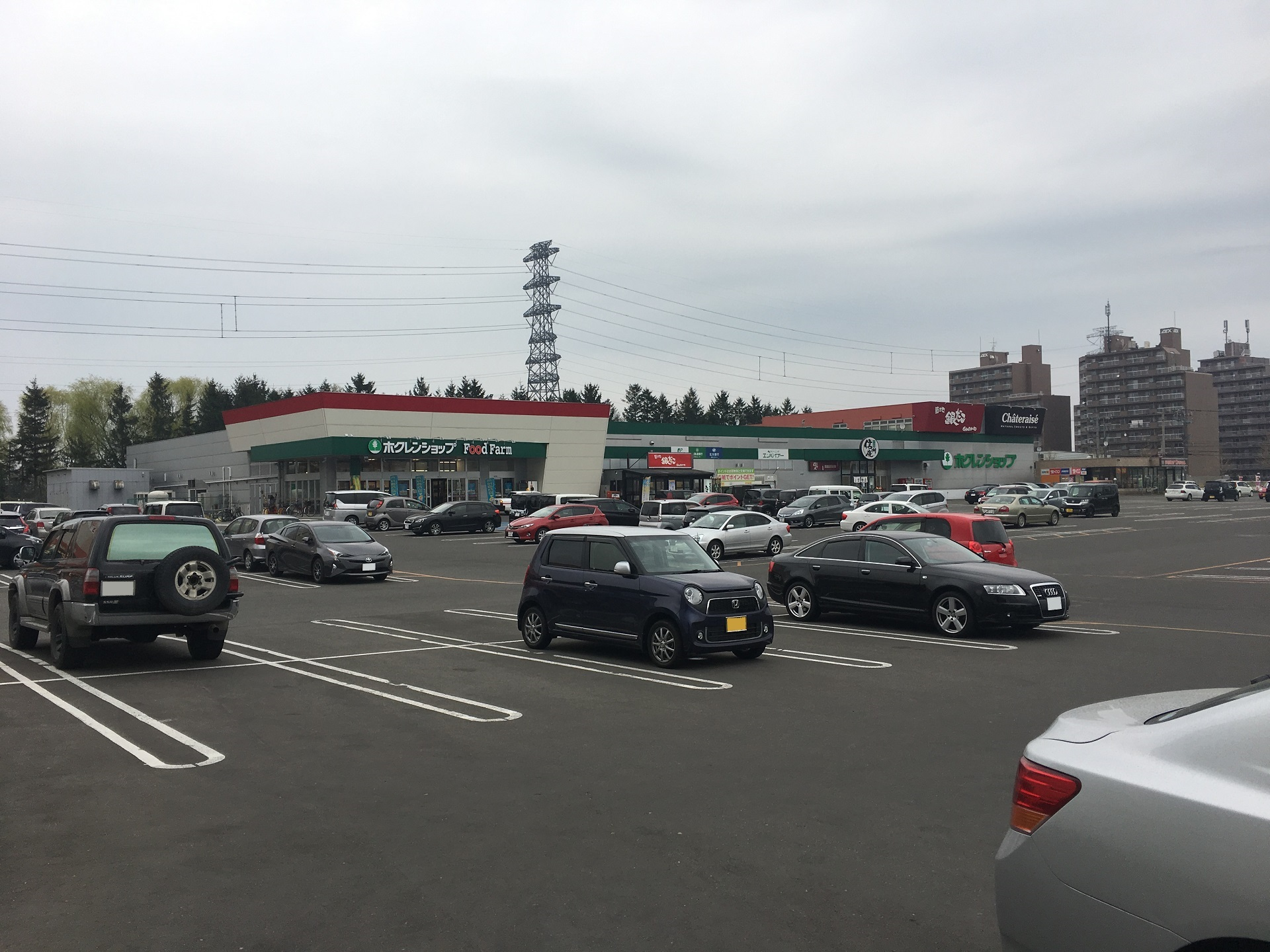
パワーセンターコムス
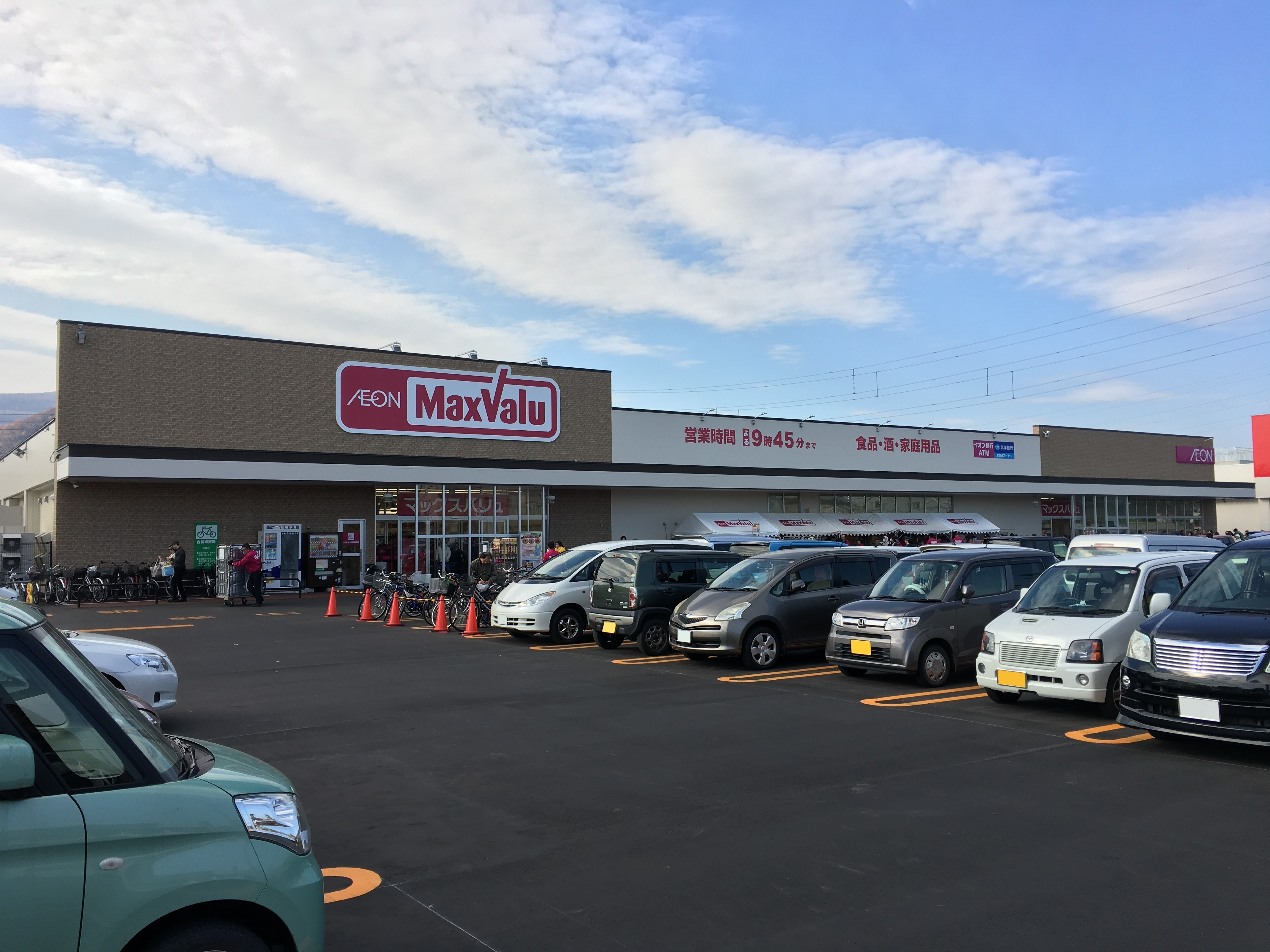
クロスモール新発寒
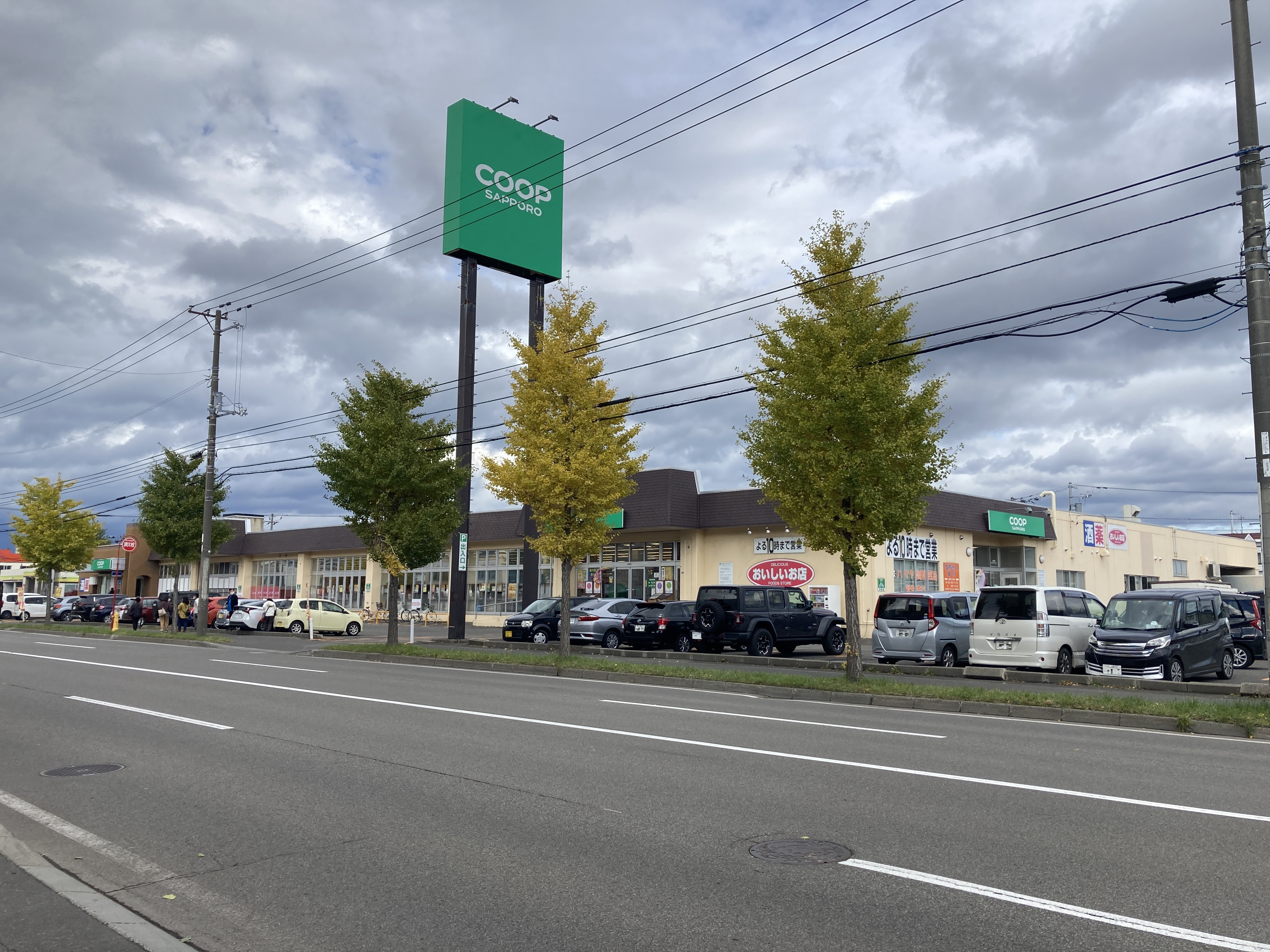
コープさっぽろ新はっさむ店
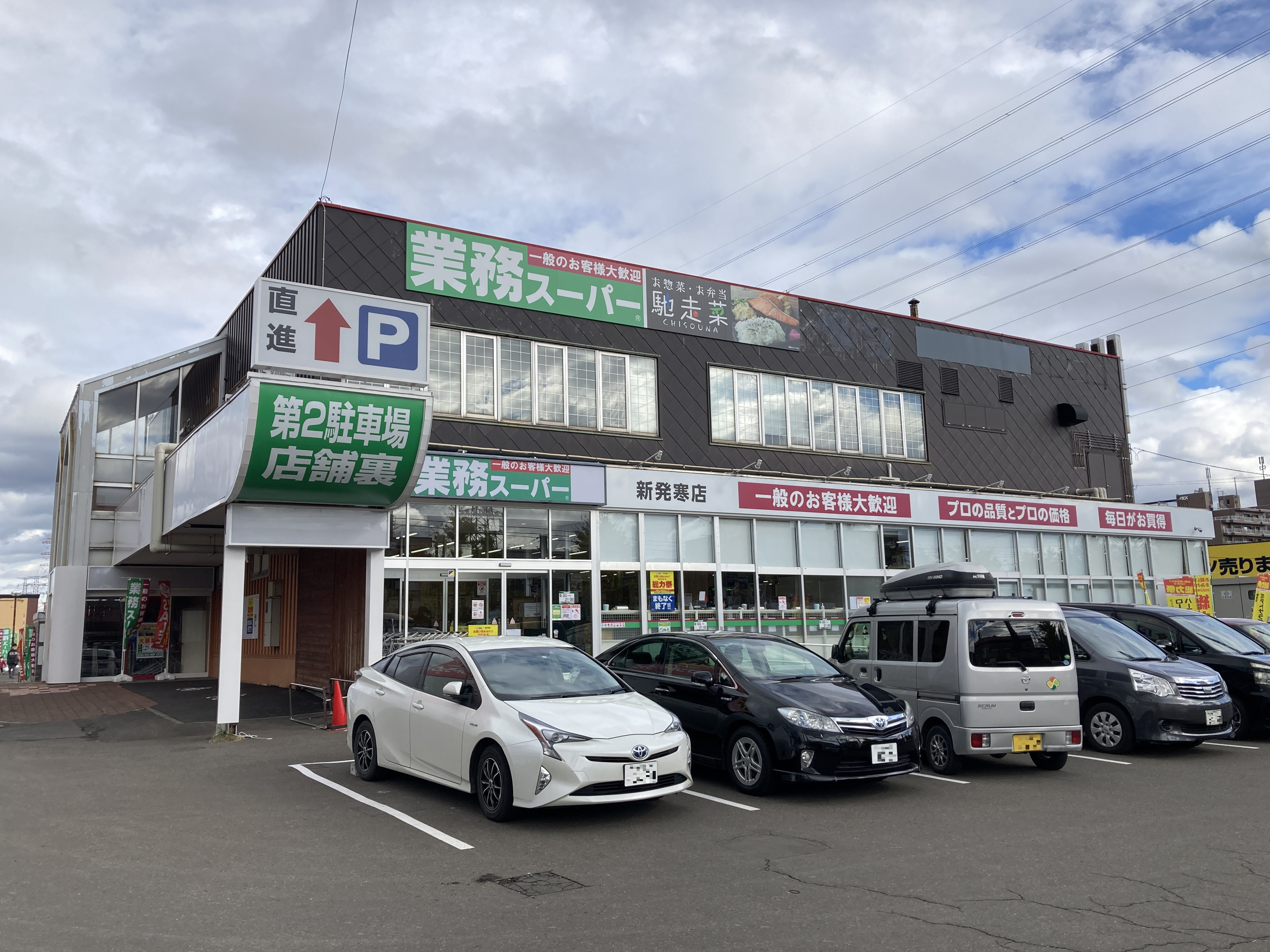
業務スーパー新発寒店
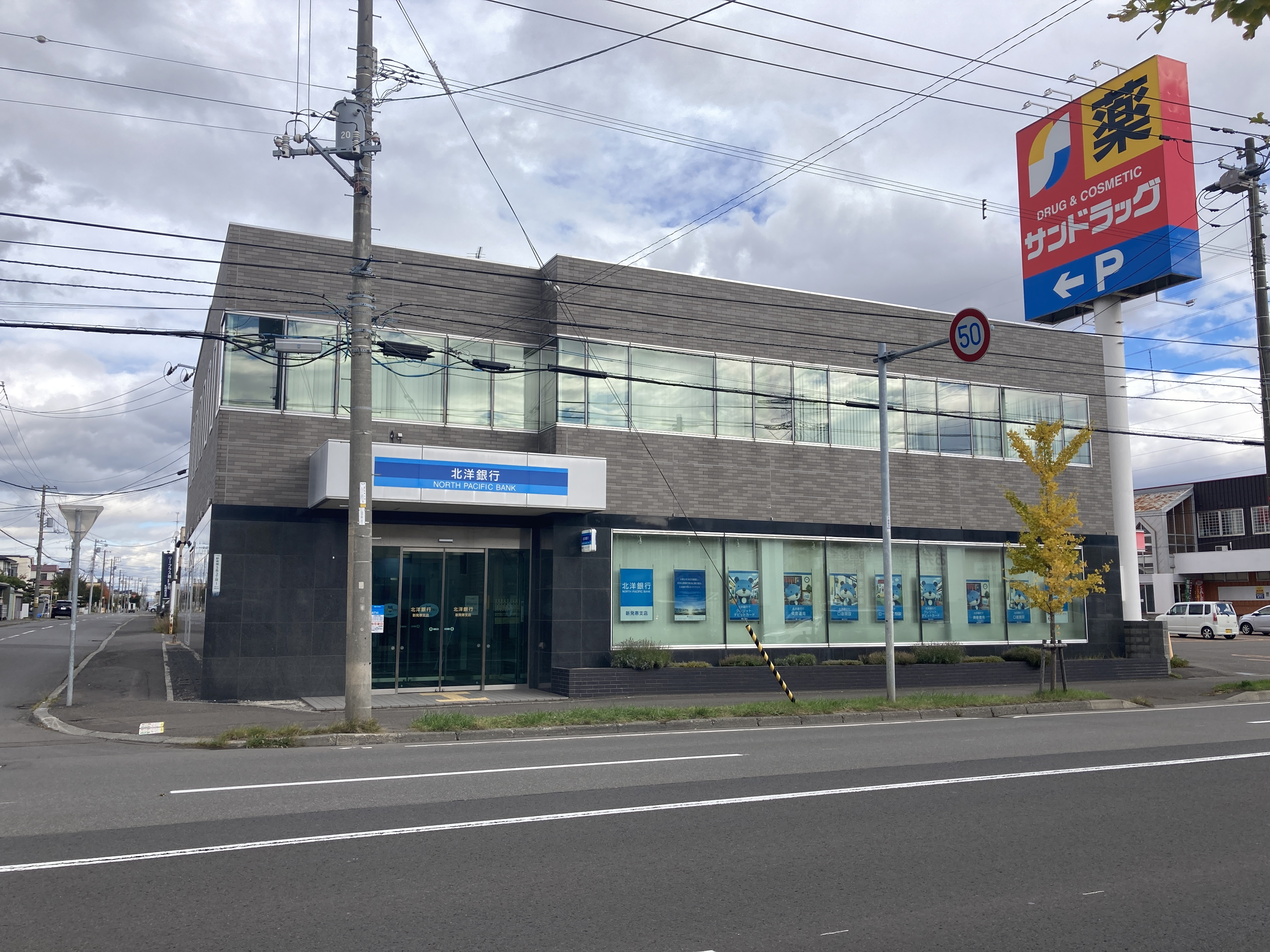
北洋銀行新発寒支店